# 黑龙江省革命委员会

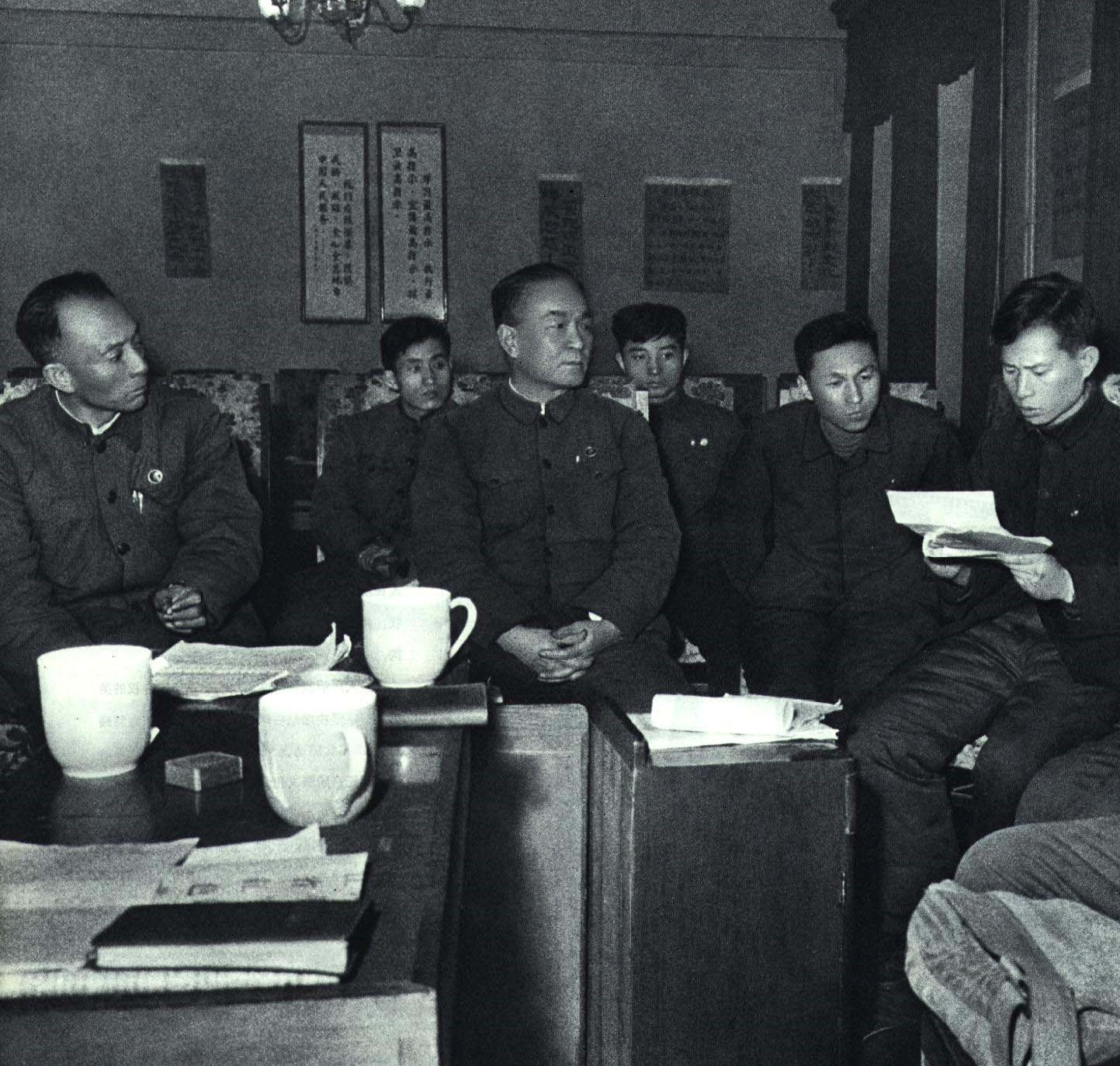
1967年4月夺权后的黑龙江革命委员会，潘复生居中

黑龙江省革命委员会，简称黑龙江省革委会，是1967年1月31日成立的革命委员会，取代当时的黑龙江省人民委员会，是中华人民共和国黑龙江省的最高行政单位。随着文化大革命的结束，1979年12月，黑龙江省第五届人民代表大会第二次会议撤销了黑龙江省革命委员会，恢复黑龙江省人民政府。

## 背景
1966年5月和8月，中共中央相继发布《五·一六通知》和《关于无产阶级文化大革命的决定》，文化大革命全面爆发。黑龙江省人民委员会不断受到“造反派”的冲击，领导人员受到批判斗争，一些机关、部门被查封、接管，省人民委员会的工作逐步陷入瘫痪状态。

## 历史
1967年1月31日，10余万群众和驻军指战员及部分领导干部参加的“黑龙江省红色造反者大联合大夺权誓师大会”在哈尔滨举行，宣告成立黑龙江省红色造反者革命委员会，时任哈尔滨师范学院造反派头头的范正美任“班长”，潘复生、汪家道为顾问。当日，造反派以省红色造反者革命委员会的名义，发布《第一号通告》：“黑龙江省委、省人委的党、政、财、文等一切大权，从即日起归黑龙江省红色造反者革命委员会，停止省委、省人委的一切领导权。”黑龙江省造反派的夺权行动很快就得到了当时中央文革小组的赞同。2月2日，《人民日报》以《东北的新曙光》为题发表社论表示祝贺，说这是“实行革命三结合夺权”的样板，并作为“夺权斗争的一个好范例”推广到全国各地。同年3月23日，黑龙江省红色造反者革命委员会改称黑龙江省革命委员会，革委会班长改称主任，中央文革小组批准潘复生、汪家道为黑龙江省革委会正、副主任，范正美等27人为常委。黑龙江省革命委员会成立后，到1968年5月31日，黑龙江省的各级地、市、特区、县等82个单位的人民委员会全部被夺权，建立了革命委员会。
黑龙江省革委会建立后，围绕谁掌权的问题，“造反派”分裂为敌对的两大派组织：反对原省委常委赵去非进入省革委会领导班子的人组成“炮轰派”；另一方是由潘复生指使哈尔滨工业大学、哈尔滨工程学院和原省委机关一些造反派头头组织的对抗“炮轰派”的“捍联总”。在潘复生支持一派压一派下，派系斗争开始发展到使用坦克装甲车等。1967年6月至10月，哈尔滨市两派几次大型武斗，造成死亡20人，伤240多人，致残50多人。鸡西市同年5月的一次两派武斗造成死亡9人，重伤44人。汤原县两派发生十起武斗，死24人，伤340多人，致残4人。
1967年9月，中华人民共和国国务院总理周恩来召集“捍联总”、“炮轰派”的代表到北京进行谈判，12月，达成实现大联合的《十二条协议》。但由于潘复生坚持权力集中，大联合未能实现。1968年，潘复生提出黑龙江省有“特务绊脚”，要求“挖地三尺，挖出地平线以下的阶级敌人”。黑龙江省抓了1200多起“反革命阶级报复案”，并有2.9万多名“漏网走资派”，受到牵连的干部多达5万人。1969年2月4日，潘复生在省革委扩大会上宣布发现叛国集团，并将欧阳钦、李范五、陈雷等12人打成“叛国集团”主要成员；10个省、市的168名各级领导干部受牵连。全省造成冤、假、错案8万多起，非正常死亡4000多人。
黑龙江省革命委员会机构设置，在成立之初并不健全，之后分设办公室、政治部、保卫部、生产指挥部、群众工作部、战备领导小组办公室。在中共中央发出了《关于已经成立了革命委员会的单位恢复党的组织生活的批示》后，潘复生、汪家道以他们二人名义，于1968年2月8日向党中央发电，请示组建中共黑龙江省核心小组，潘、汪自荐正副组长。1969年1月16日，由潘复生主持召开了中共黑龙江省核心小组第一次会议，从此陆续审批地、市、县及大型工厂、企业、高等院校、科研单位党的核心小组成员名单和领导全省整党建党工作。1970年3月28日，中共中央复电中共黑龙江省核心小组，批准增补刘光涛（省军区第二政委）为中共黑龙江省革命委员会核心小组（简称“省革委核心小组”）副组长。5月26日，中共中央又批准潘复生出任省革委核心小组组长。
1971年1月，周恩来主持召开的华北整风会议结束后，2月派人来黑龙江省处理潘复生问题。3月16日至6月6日，中共黑龙江省革命委员会核心小组召开揭发批判潘复生问题的县团级以上党员干部会议。1971年6月，中共中央决定对潘复生免职审查。1971年8月，中共黑龙江省第三次代表大会召开，中共黑龙江省委重新组建，其办事机构仍设在省革命委员会内。1973年6月，中共黑龙江省委办事机构从省革委会中划出单设，省革命委员会成为地方国家政权机关。
怀仁堂事变后，革命委员会仍沿用此名，但它的组成人员已经发生根本性变化：文化大革命期间造反起家的人逐步被清除，省革委会的机构设置恢复到与文革之前的黑龙江省人民委员会状态。1979年12月21日至26日，黑龙江省第五届人民代表大会第二次会议决议撤销了黑龙江省革命委员会，恢复黑龙江省人民政府。

## 行政
1967年，黑龙江省革命委员会下辖6个地区、1个特区、9个地级市、64个自治县、1个自治县。1968年，先后将牡丹江市、佳木斯市分别划为牡丹江地区和合江地区领导。1969年，内蒙古自治区呼伦贝尔盟划归黑龙江省领导。1970年，设伊春地区，管辖伊春市、嘉荫县、铁力县。大兴安岭特区改为大兴安岭地区；撤销七台河特区，改为七台河市。1973年，撤销友谊县。1975年设绥芬河市。1978年，撤销绥化、松花江、合江、嫩江、黑河5个地区革命委员会，改为行政公署。1979年，呼伦贝尔盟及大兴安岭地区所辖鄂伦春自治旗、莫力达瓦达斡尔族自治旗划归内蒙古自治区。撤销伊春地区，恢复伊春市。安达市改为大庆市。

## 领导
黑龙江省革命委员会组成：
- 1967年3月-1971年8月
  - 主任：潘复生（1967年3月-1971年8月）
  - 副主任：汪家道（1967年3月-1971年8月）、刘光涛（1970年-1971年8月）、傅奎清（1970年-1971年8月）、张林池（1970年-1971年8月）、于杰（1970年-1971年8月）、夏光亚（1970年-1971年8月）、苏民（1970年-1971年8月）、刘思聪（1970年-1971年8月）、谢长华（1970年-1971年8月）、张春和（1970年-1971年8月）、张备之（1970年-1971年8月）、曹志（1970年-1971年8月）、聂士荣（1970年-1971年8月）、唐金枝（1970年-1971年8月）、马占春（1970年-1971年8月）、宋振业（1970年-1971年8月）[17]

- 1971年8月-1977年2月[16]
  - 主任：汪家道
  - 副主任：刘光涛、傅奎清、于杰、张林池、苏民、夏光亚、张春和、谢长华、张备之、曹志、刘思聪、层金枝、聂士荣、宋振业、马占春、任仲夷、王一伦、杨易辰[17]

- 1977年2月-1977年12月[16]
  - 主任：刘光涛
  - 副主任：傅奎清、张林池、任仲夷、杨易辰、王一伦、苏民、夏光亚、张春和、谢长华、曹志、刘思聪、唐金枝、聂士荣、宋振业、马占春[17]

- 1977年12月-1978年1月（1977年12月省五届人大一次会议选举[16]）
  - 主任：杨易辰
  - 副主任：张林池、王一伦、张春和、谢长华、刘思聪、唐金枝、聂士荣、宋振业、马占春[17]

- 1978年1月-1979年12月[16]
  - 主任：杨易辰
  - 副主任：陈雷、陈剑飞、于洪亮、关舟、张世军、王维文、侯捷、阮永胜、孙子源、鲁光、王金籽（以上人员1978年1月始任职）、王钊（1978年8月始任职）、赵德尊、王路明、解云清（以上人员1979年4月始任职）[17][16]

## 相关
- 华北会议
- 批陈整风运动